# Prakash Padukone

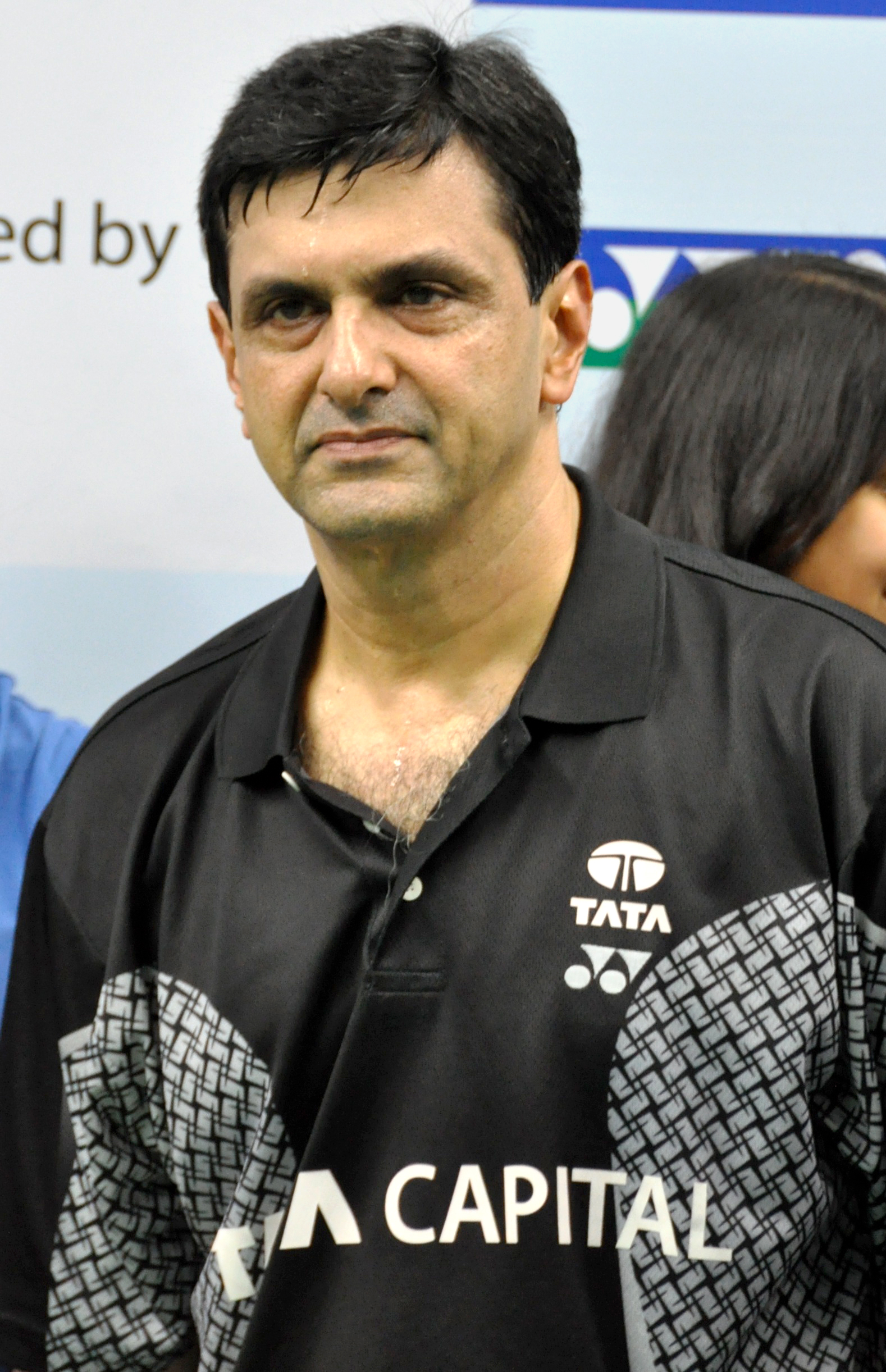
Prakash Padukone (2009)

Prakash Ramesh Padukone (* 10. Juni 1955 in Bangalore) ist ein ehemaliger indischer Badmintonspieler.

## Karriere
Padukone ist Absolvent der Bangalore University. Er gewann seinen ersten Titel bei der nationalen Juniorenmeisterschaft 1970 und war Indiens Senior Champion für neun Jahre, ungeschlagen von 1971 bis 1979. Er gründete 1994 die Prakash Padukone Badminton Academy, um Talente in Badminton zu fördern. Heute lebt er in Bengaluru in Indien.
Padukone ist mit Ujjala Padukone verheiratet und hat mit ihr zwei Töchter. Eine davon ist die Schauspielerin Deepika Padukone.

## Sportliche Erfolge
| Saison | Veranstaltung                              | Disziplin    | Platz | Name                              |
| ------ | ------------------------------------------ | ------------ | ----- | --------------------------------- |
| 1969   | Indien: Einzelmeisterschaften der Junioren | Herrendoppel | 1     | Prakash Padukone / P. Pradeep     |
| 1969   | Indien: Einzelmeisterschaften der Junioren | Herreneinzel | 1     | Prakash Padukone                  |
| 1970   | Indien: Einzelmeisterschaften der Junioren | Herreneinzel | 1     | Prakash Padukone                  |
| 1971   | Indien: Einzelmeisterschaften              | Herreneinzel | 1     | Prakash Padukone                  |
| 1972   | Indien: Einzelmeisterschaften              | Herreneinzel | 1     | Prakash Padukone                  |
| 1973   | Indien: Einzelmeisterschaften              | Herrendoppel | 1     | Prakash Padukone / Leroy D’sa     |
| 1973   | Indien: Einzelmeisterschaften              | Herreneinzel | 1     | Prakash Padukone                  |
| 1974   | Indien: Einzelmeisterschaften              | Herreneinzel | 1     | Prakash Padukone                  |
| 1975   | Indien: Einzelmeisterschaften              | Herreneinzel | 1     | Prakash Padukone                  |
| 1976   | Indien: Einzelmeisterschaften              | Herrendoppel | 1     | Prakash Padukone / Leroy D’sa     |
| 1976   | Indien: Einzelmeisterschaften              | Herreneinzel | 1     | Prakash Padukone                  |
| 1977   | Indien: Einzelmeisterschaften              | Herreneinzel | 1     | Prakash Padukone                  |
| 1977   | Weltmeisterschaft                          | Herrendoppel | 9     | Prakash Padukone / Partho Ganguli |
| 1977   | Indien: Einzelmeisterschaften              | Herrendoppel | 1     | Prakash Padukone / Leroy D’sa     |
| 1978   | Indien: Einzelmeisterschaften              | Herreneinzel | 1     | Prakash Padukone                  |
| 1978   | Commonwealth Games                         | Herreneinzel | 1     | Prakash Padukone                  |
| 1979   | English Masters                            | Herreneinzel | 1     | Prakash Padukone                  |
| 1979   | Indien: Einzelmeisterschaften              | Herreneinzel | 1     | Prakash Padukone                  |
| 1979   | Denmark Open                               | Herreneinzel | 1     | Prakash Padukone                  |
| 1979   | Indien: Einzelmeisterschaften              | Herrendoppel | 1     | Prakash Padukone / Kiran Kaushik  |
| 1980   | All England                                | Herreneinzel | 1     | Prakash Padukone                  |
| 1980   | Swedish Open                               | Herreneinzel | 1     | Prakash Padukone                  |
| 1981   | All England                                | Herreneinzel | 2     | Prakash Padukone                  |
| 1981   | World Cup                                  | Herreneinzel | 1     | Prakash Padukone                  |
| 1981   | Indien: Internationale Meisterschaften     | Herreneinzel | 1     | Prakash Padukone                  |
| 1982   | Dutch Open                                 | Herreneinzel | 1     | Prakash Padukone                  |
| 1983   | Weltmeisterschaft                          | Herreneinzel | 3     | Prakash Padukone                  |
| 1983   | Japan Open                                 | Herreneinzel | 2     | Prakash Padukone                  |
| 1984   | Thailand Open                              | Herreneinzel | 2     | Prakash Padukone                  |
| 1988   | Indien: Einzelmeisterschaften              | Herrendoppel | 1     | Prakash Padukone / Vinod Kumar    |

## Auszeichnungen
- Arjuna Award, 1972
- Padma Shri, 1982

## Bibliographie
- Dev S. Sukumar: Touch Play - The Prakash Padukone Story, Badminton Inc. 2006